# Calumma gallus
Calumma gallus là một loài thằn lằn trong họ Chamaeleonidae. Loài này được Günther mô tả khoa học đầu tiên năm 1877.

## Hình ảnh

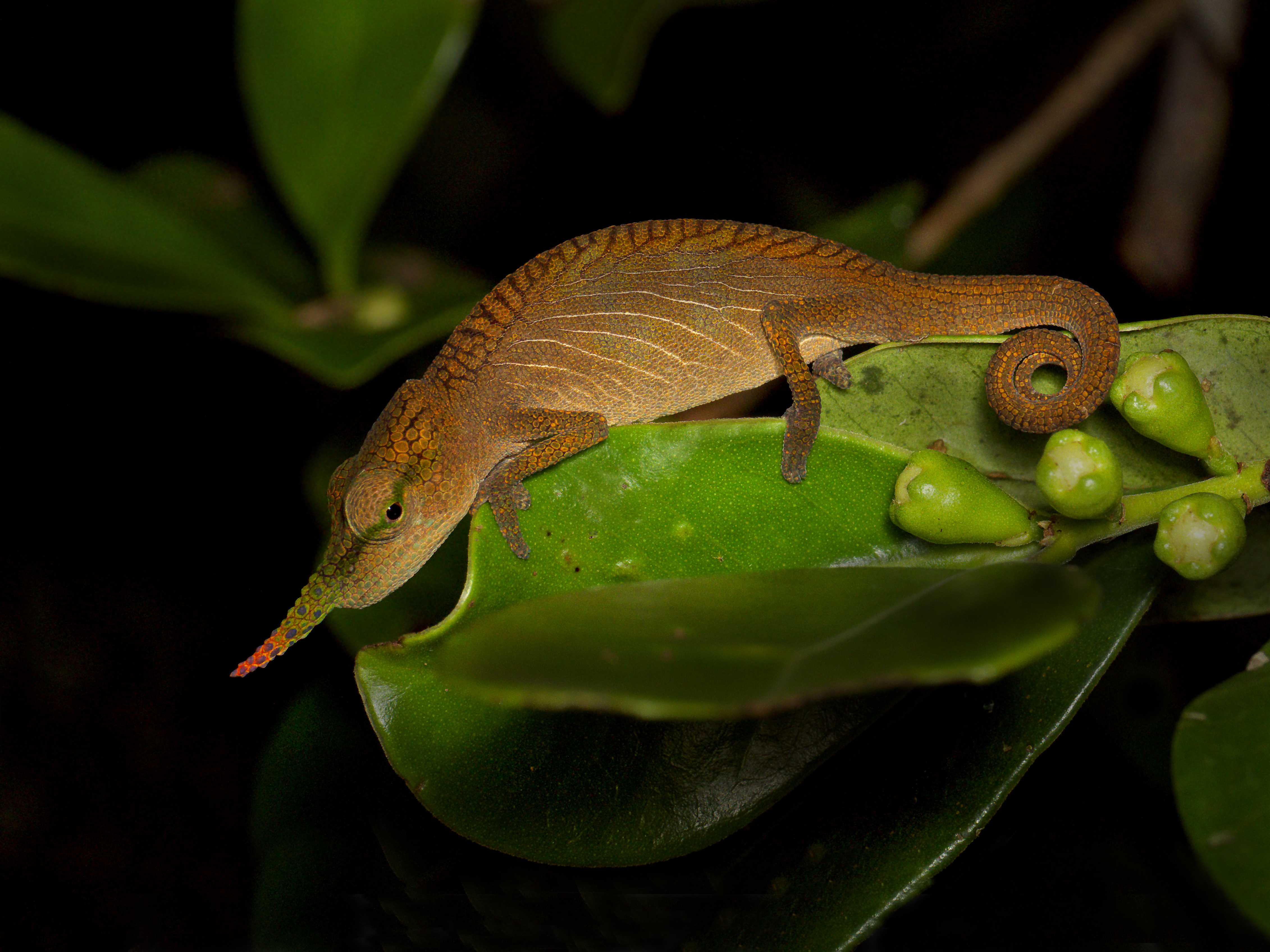
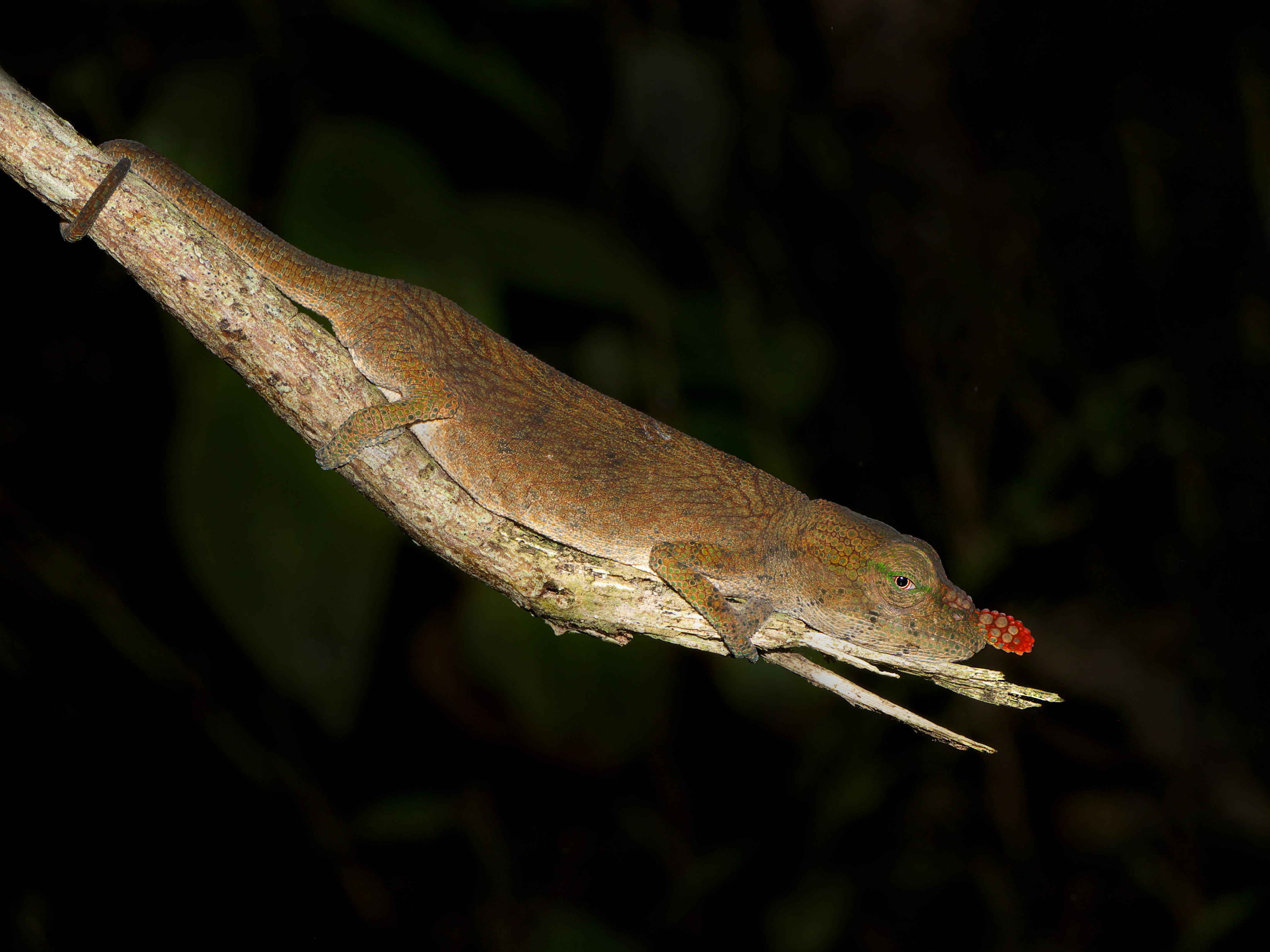